# На нож
 Тази статия е за боен вик.  За други значения вижте На нож (пояснение).
„На нож!“ е български боен вик, използван за първи път през Балканските войни по време на пехотната тактика щикова атака.

## Бойният вик в българската армия
Характерна особеност в началото на Балканската война са многото срещни боеве. Те се отличават с дръзки, внезапни и стремителни действия на пехотата, съчетани с бързо огнево осигуряване на артилерията. В десетки ръкопашни схватки, по време на многобройните сражения, българите побеждават противника си благодарение на масовите атаки с щик, сред които битката при Одрин, битката при Булаир, битката при с. Селиолу на 9 октомври, и др.. Често командирите с извадени саби и с вик „Напред! На нож“ повеждат на бой своите роти и дружини.

## „По пет на нож“
Лорд Ноел Бъкстон – председателят на Балканския комитет – пише с възхищение за храбростта и саможертвата на българите. В публикациите си той разяснява на английските читатели как бойният вик „Напред! На нож!“ се счува на бягащите турци тъкмо като „По пет на нож!“. По този повод са отпечатани редица картички с текст: „По пет на нож“ – „Шишъ-кебабъ“.

## Символика
Атаките „на нож“ на бойното поле, често в условията на изчерпани боеприпаси, олицетворяват волята за победа в почтен двубой. Възгласът „На нож“ е един от символите, с които се асоциира героизма на Българската армия.